# Indische Badmintonmeisterschaft 1987/88
Die Indische Badmintonmeisterschaft der Saison 1987/1988 fand Anfang 1988 in Jamshedpur statt. Es war die 52. Austragung der nationalen Titelkämpfe im Badminton in Indien.

## Finalergebnisse
| Disziplin    | Sieger                      | Finalist                            | Ergebnis           |
| ------------ | --------------------------- | ----------------------------------- | ------------------ |
| Herreneinzel | Syed Modi                   | Harjeet Singh                       | 13-18, 15-1, 18-16 |
| Dameneinzel  | Madhumita Bisht             | Aparna Habbu                        | 11-0, 11-3         |
| Herrendoppel | Uday Pawar Ravi Kunte       | Sanat Misra Leroy D’sa              |                    |
| Damendoppel  | Madhumita Bisht Ami Ghia    | Mallika Barua Sudha Padamnabham     |                    |
| Mixed        | Sanat Misra Madhumita Bisht | Pradeep Gandhe Manjusha Pawangadkar |                    |